# Pfister Schiess Tropeano
Pfister Schiess Tropeano ist ein Schweizer Architekturbüro, das im Jahr 1980 von Rita Schiess und Thomas Pfister in Zürich gegründet wurde.

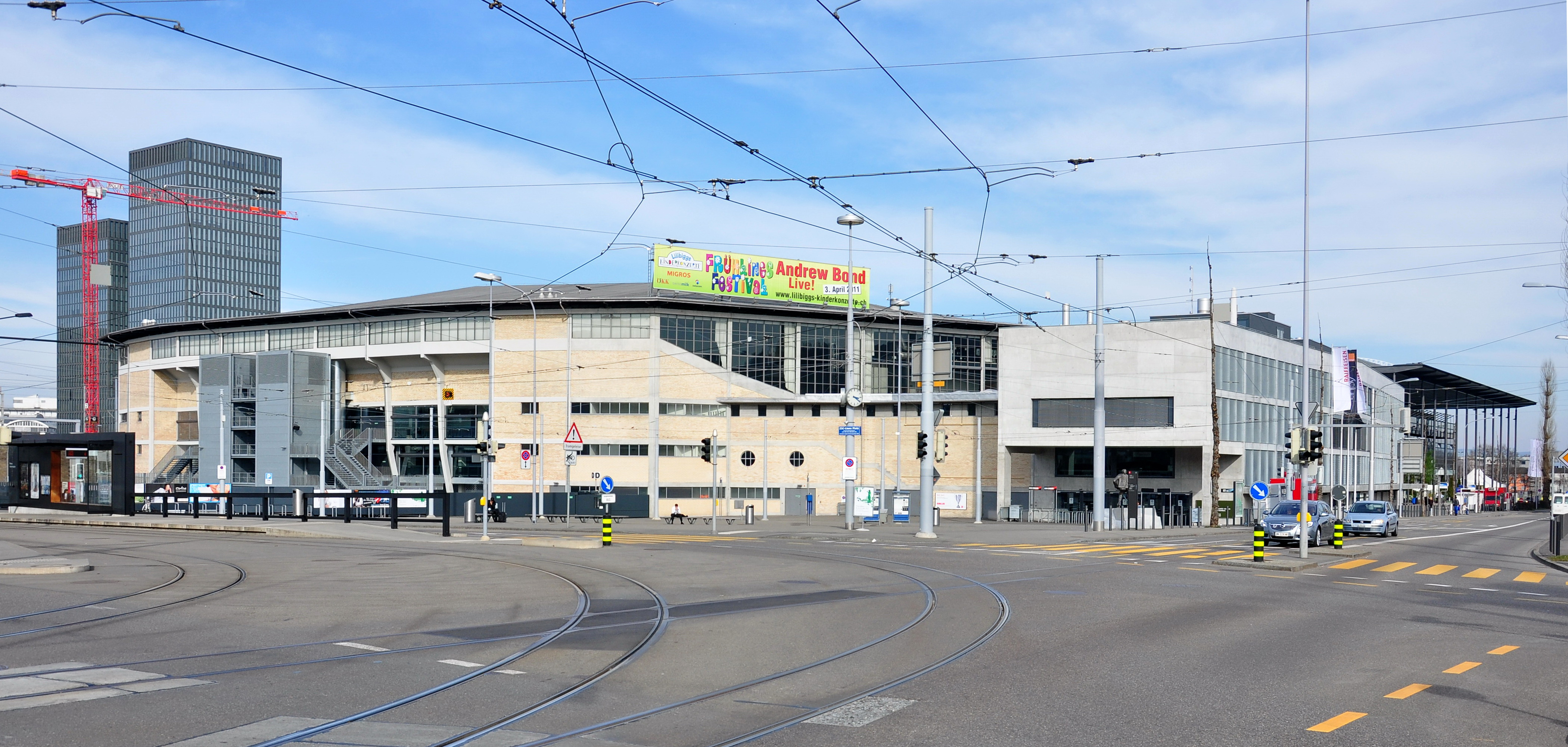
Hallenstadion Zürich

## Geschichte
Im Jahr 1980 gründeten Rita Schiess und Thomas Pfister das Architekturbüro Pfister & Schiess. Es wurde 1999 zu Pfister Schiess Tropeano & Partner geändert. Seit 2009 wird das Büro Pfister Schiess Tropeano genannt. Zwischen 2006 und 2021 arbeitete das Architekturbüro mit Markus Grob zusammen.

## Partner
Rita Schiess (* 13. Oktober 1953 in Kreuzlingen) studierte von 1972 bis 1978 Architektur an der Eidgenössischen Technischen Hochschule Zürich und praktizierte bei Rudolf Olgiati, Ivano Gianola, Jean Claude Steinegger und Franz Oswald. Zwischen 1980 und 1982 lehrte sie als Dozentin am Technikum Juventus Zürich. Für ein Jahr arbeitete Schiess am Institut für Geschichte und Theorie der Architektur der ETH Zürich und lehrte zwischen 1984 und 1985 als wissenschaftliche Assistentin an der ETH Zürich bei Ernst Studer. 1997 wurde Rita Schiess in den Bund Schweizer Architekten berufen.
Thomas Pfister (* 1. September 1949) schloss eine Hochbauzeichnerlehre ab und studierte von 1969 bis 1971 am Technikum Winterthur und von 1972 bis 1977 Architektur an der ETH Zürich. Pfister arbeitete bei Wolfgang Behles und Andre Stein, 1971 bei Livio Vacchini und zwischen 1977 und 1979 bei Aurelio Galfetti. Von 1984 bis 1985 lehrte er als wissenschaftlicher Assistent an der ETH Zürich.
Cristina Tropeano-Pfister (* 1958 in Bissone) studierte Architektur an der Eidgenössischen Technischen Hochschule Zürich und arbeitete nach ihrem Diplom 1983 für ein Jahr bei Santiago Calatrava. Danach arbeitete Tropeano-Pfister bis 1986 bei Dolf Schnebli und lehrte von 1987 bis 1991 als wissenschaftliche Assistentin an der ETH Zürich bei Dolf Schnebli. Seit 2002 ist Cristina Tropeano-Pfister Mitglied im Bund Schweizer Architekten.
Ruggero Tropeano (* 1955) lehrte als Assistenzprofessor an der ETH Zürich und an der Accademia di Architettura di Mendrisio.

## Bauten (Auswahl)

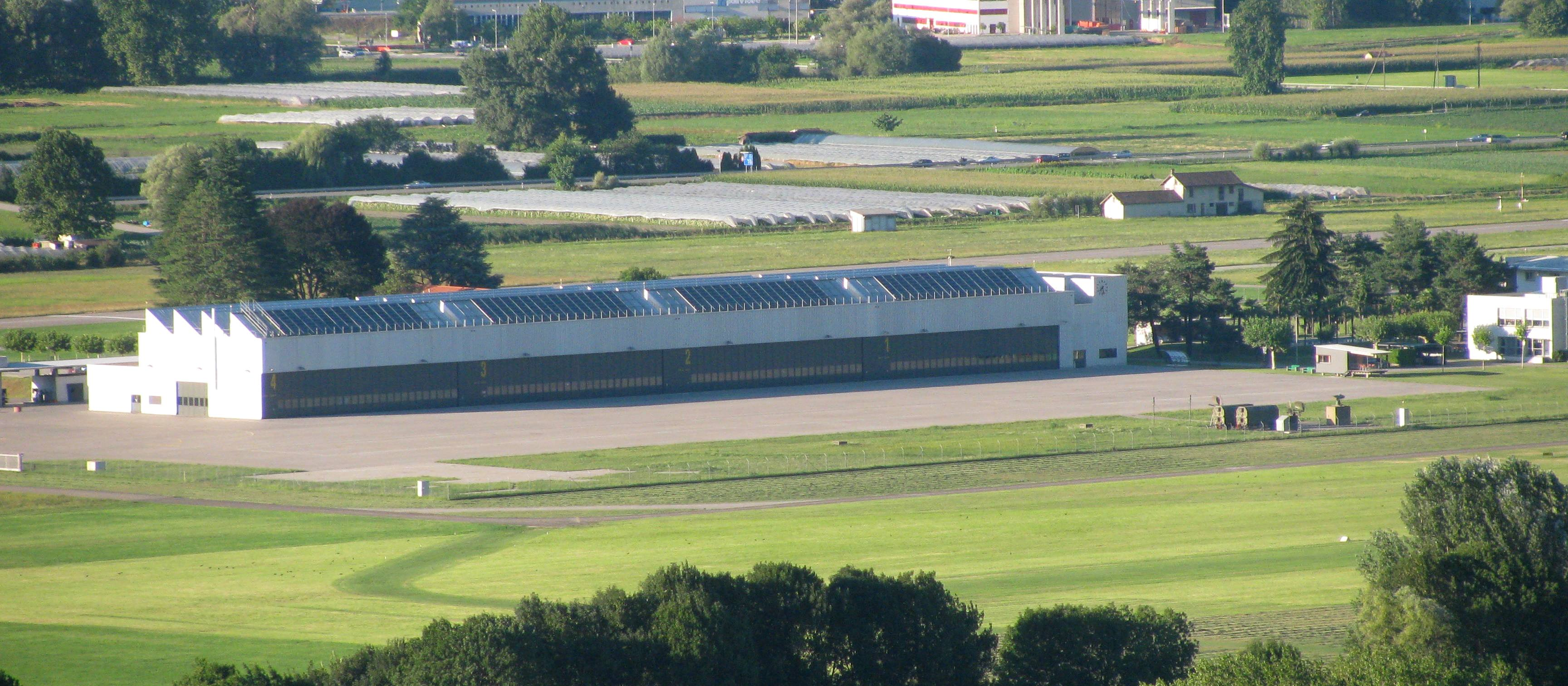
Militärflugplatz Locarno

Pfister Schiess Tropeanos Bauwerke wurden fotografisch von Heinrich Helfenstein, Roger Frei, Martin Gasser, Onorato & Krebs und Iren Stehli dokumentiert.
Denkmalpflege
- 1988: Renovation Rotach-Häuser, Zürich (1928 von Max Ernst Haefeli)
- 1997: Renovation Schulhaus Limberg, Küsnacht
- 1997: Neukonzeption Ausstellungs- und Gästepavillon Zellwegerpark, Uster (1960 von Roland Rohn)
- 2002–2003: Renovation Reformierte Kirche, Oetwil am See
- 1999–2005: Hallenstadion Zürich (1939 von Karl Egender)[2][3][4]
- 2004–2005: Evangelische Kirche Sirnach (1937 von Weideli & Eberli)
- 1998–2006: Sanierung Bauhaus Dessau (1926 von Walter Gropius)
- 1999–2006: Renovation Hochschule für Gestaltung und Kunst Zürich (1933 von Karl Egender und Adolf Steger)
- 2004–2008: Renovation Kreuzkirche, Zürich-Hottingen (1905 von Pfleghard und Haefeli)
- 2000–2012: Umbau Stadthaus Zürich (1883 von Arnold Geiser, erweitert 1898 von Gustav Gull)[5]
- 2007–2013: Restaurierung Villa Patumbah, Zürich (1885 von Chiodera & Tschudy)[6]
- 2013–2016: Instandsetzung Hamel Arbon (1907 von Wendelin Heene)[7]
- 2016–2018: Umbau Bürohaus – Brandschenkestrasse, Zürich (1977 von Werner Stücheli)

Neubauten
- 1988–1994: Wohnsiedlung «Rütihof», Zürich
- 2000–2005: Erweiterung Schulanlage «Apfelbaum», Zürich
- 2002–2006: Militärflugplatz Locarno
- 2008–2012: Alterssiedlung «Bodmer», Chur mit Bauingenieur Edy Toscano
- 2007–2014: Bleiche Schaffhausen[8]
- 2013–2018: Erweiterung Spinnerei Uster

## Auszeichnungen und Preise
- 1991: Auszeichnung für gute Renovation der Stadt Zürich, für Rotach-Häuser Zürich
- 2001: Wakkerpreis für die Stadt Uster vom Schweizer Heimatschutz – Ausstellungs- und Gästepavillon Zellwegerpark, Uster
- 2005: Pro Patria 85-Rappen-Marke
- 2009: Schweizer Denkmalpreis, für Gasthaus «Adler» Kreuzlingen
- 2010: Architektur- und Ingenieurpreis erdbebensicheres Bauen, für Schulanlage «Riedenhalden», Zürich
- 2012: Prix Lignum, für Hotel «Paxmontana» Flüeli-Ranft
- 2014: Spezialpreis – Historisches Hotel des Jahres ,für Hotel «Paxmontana» Flüeli-Ranft

## Filmografie
- 2006: Frauen bauen – Schweizer Architektinnen. Von Renata Münzel im Schweizer Fernsehen neben Marie-Claude Bétrix, Trudy Frisch, Lux Guyer, Gabrielle Hächler, Gret Loewensberg, Sandra Maccagnan, Rita Schiess, Pia Schmid und Beate Schnitter

## Bücher
- Grundrissfibel Alterszentren. Edition Hochparterre, Zürich 2014.
- Grundrissfibel. Edition Hochparterre, Zürich 2012.
- Ein Haus für die Stadt. Umbau und Renovation des Stadthauses Zürich 2007–2010. Verlag NZZ, Zürich 2011 mit Beiträgen von Markus Bruggisser, Christoph Dietlicher, Roger Frei, Markus Grob, Theresia Gürtler Berger, Cristina Gutbrod, Georg Kohler, Lilian Pfaff, Thomas Pfister, Rita Schiess, Cristina Tropeano.
- Daniel Kunz (Hrsg.): Mehr als Wohnen: Gemeinnütziger Wohnungsbau in Zürich 1907–2007 – Bauten und Siedlungen. gta Verlag, Zürich 2007.
- Wiebke Friedrich, Annika Schulz (Hrsg.): Architektur neues Zürich. Verlagshaus Braun, 2008.
- Hallenstadion Zürich 1939/2005. Die Erneuerung eines Zweckbaus. gta Verlag, Zürich 2006, mit Beiträgen von Hubertus Adam, Michael Hanak, Othmar Humm, Bruno Maurer, Ulrich Pfammatter, Thomas Pfister, Ruggero Tropeano.
- Edition Bauhaus Band 23, Archäologie der Moderne. Sanierung Bauhaus Dessau. Jovis Verlag, Berlin 2006.
- Roderick Hönig (Hrsg.): Zürich wird gebaut. Architekturführer Zürich 1990–2005. Hochparterre Verlag, 2004
- Drei Umbaustrategien. Die Zürcher Verwaltungsbauten von Gustav Gull. gta Verlag, Zürich 2004
- Karin Frei Bernasconi, Sibylle Omlin (Hrsg.): Hybride Zonen. Kunst und Architektur in Basel und Zürich. Birkhäuser Verlag, 2003
- Stephan Isphording, Holger Reiners (Hrsg.): Individuelle Doppelhäuser & Reihenhäuser. Callwey Verlag, München 2001.
- Verena Dietrich (Hrsg.): Junge Architektinnen in Europa. Kohlhammer Verlag, Stuttgart 1986.
- J. C. Bürkle, R. Tropeano (Hrsg.): Die Rotachhäuser, ein Prototyp des Neuen Bauens in Zürich. gta Verlag, Zürich 1984.